# Metaseiulus
Metaseiulus är ett släkte av spindeldjur. Metaseiulus ingår i familjen Phytoseiidae.

## Dottertaxa tillMetaseiulus, i alfabetisk ordning[1]
- Metaseiulus adjacentis
- Metaseiulus arboreus
- Metaseiulus arceuthobius
- Metaseiulus bakeri
- Metaseiulus bidentatus
- Metaseiulus bisoni
- Metaseiulus brevicollis
- Metaseiulus bromus
- Metaseiulus camelliae
- Metaseiulus citri
- Metaseiulus cornus
- Metaseiulus edwardi
- Metaseiulus eiko
- Metaseiulus ellipticus
- Metaseiulus ferlai
- Metaseiulus flumenis
- Metaseiulus gramina
- Metaseiulus greeneae
- Metaseiulus herbertae
- Metaseiulus johnsoni
- Metaseiulus juniperi
- Metaseiulus juniperoides
- Metaseiulus lindquisti
- Metaseiulus luculentis
- Metaseiulus mahri
- Metaseiulus mexicanus
- Metaseiulus negundinis
- Metaseiulus nelsoni
- Metaseiulus neoflumenis
- Metaseiulus paraflumenis
- Metaseiulus pedoni
- Metaseiulus pini
- Metaseiulus plumipilis
- Metaseiulus pomi
- Metaseiulus pomoides
- Metaseiulus profitai
- Metaseiulus serratus
- Metaseiulus smithi
- Metaseiulus tuttlei
- Metaseiulus valentii
- Metaseiulus validus